# Вечные (саундтрек)
Ве́чные (оригинальный саундтрек) — музыка к фильму «Вечные» (2021) от студии Marvel Studios, основанному на одноимённой команде компании Marvel Comics. Музыка была написана ирано-немецким композитором Рамином Джавади. Альбом саундтреков был выпущен в качестве лейбла компанией Hollywood Records 3 ноября 2021 года.

## Разработка
Музыку к фильму написал ирано-немецкий композитор Рамин Джавади, как ранее писал музыку для фильма «Железный человек» (2008). Две песни из саундтрека к фильму «Across the Oceans of Time» и «Eternals Theme», были выпущены как синглы 22 октября 2021 года, а полный альбом был выпущен 3 ноября. Заключительный трек исполняет Селина Шарма. Кроме того, композиция «Time» группы Pink Floyd играет на номерном знаке Marvel Studios, ведущем к первой сцене в настоящем времени, «Sugarfoot» группы Блэка Джо Льюиса и Honeybears играет во время вечеринки по случаю дня рождения Дэйна, "The End of the World" Дэвиса Скитера играет в сцене в доме Фастоса, когда он укладывает своего сына спать, "Feels Like the First Time" группы Foreigner играет во время титров после сцены в середине титров.

## Трек-лист
Вся музыка написана Рамином Джавади.
| №                   | Название                                      | Длительность |
| ------------------- | --------------------------------------------- | ------------ |
| 1.                  | «Eternals Theme»                              | 3:47         |
| 2.                  | «It is Time»                                  | 2:17         |
| 3.                  | «Mission»                                     | 4:30         |
| 4.                  | «Somewhere in Time»                           | 1:39         |
| 5.                  | «The Domo»                                    | 1:57         |
| 6.                  | «Joie De Vivre»                               | 2:13         |
| 7.                  | «Celestials»                                  | 6:46         |
| 8.                  | «Life»                                        | 5:22         |
| 9.                  | «Not Worth Saving»                            | 2:49         |
| 10.                 | «Remember»                                    | 5:32         |
| 11.                 | «Across the Oceans of Time»                   | 3:50         |
| 12.                 | «This Is Your Fight Now»                      | 2:46         |
| 13.                 | «Audience with Arishem»                       | 5:33         |
| 14.                 | «Isn't It Beautiful»                          | 2:38         |
| 15.                 | «I Have Been Waiting for This»                | 3:23         |
| 16.                 | «Emergence Sea»                               | 2:22         |
| 17.                 | «Eternal Loss»                                | 3:24         |
| 18.                 | «A Wish»                                      | 2:41         |
| 19.                 | «Earth is Just One Planet»                    | 1:39         |
| 20.                 | «Nach Mera Hero» (performed by Celina Sharma) | 3:09         |
| Общая длительность: | Общая длительность:                           | 68:17        |